# برنامه‌ریزی زبانی
برنامه‌ریزی زبان تلاشی عمدی برای تحت تأثیر قرار دادن نقش، ساختار یا فراگیری زبانها یا تنوع زبانی در یک جامعه زبانی است. برنامه‌ریزی زبان معمولاً بخشی از برنامه دولت هاست، اما ممکن است گاهی سازمان‌های غیردولتی و مردمی و حتی افراد در این حوزه وارد شوند. برنامه‌ریزی زبان ممکن است بسته به کشور یا سازمان مرتبط با آن، اهداف متفاوتی را دنبال کند، اما هر هدفی را که دنبال کند متضمن تصمیم‌گیری در جهت بهبود ارتباط و احتمالاً ایجاد تغییرات است. برنامه‌ریزی یا توسعه ارتباط مؤثر خود ممکن است منجر به دیگر تغییرات اجتماعی مانندگذار زبان یا همگونی زبانی شود و این تغییرات خود می‌تواند انگیزه‌ای برای برنامه‌ریزی ساختار، عملکرد و یادگیری و آموزش زبان گردد.
مهندسی زبان شامل ایجاد سامانه‌های پردازش زبان طبیعی است که هزینه‌ها و نیز خروجی‌های آن با تأسیس تنظیم گرهای زبان مانند سازمان‌ها، کارگروه‌ها، انجمن‌ها یا فرهنگستان‌های رسمی یا سایر نهادهای غیررسمی برای طراحی یا توسعه ساختارهای جدید برای رفع نیازهای روز است. مهندسی زبان حوزه مطالعاتی و حرفه‌ای متفاوتی از پردازش زبان طبیعی و زبانشناسی رایانشی است. یکی از گرایش‌های اخیر مهندسی زبان استفاده از فناوری وب‌های معنایی برای ایجاد، بایگانی، پردازش و بازیابی داده‌های زبانی قابل پردازش توسط ماشین است.

## برنامه‌ریزی زبان و ایدئولوژی زبانی
چهار ایدئولوژی زبانی غالب، انگیزه تصمیم‌گیری‌های زبانی می‌شوند. اولین ایدیولوژی زبانی همگونی زبانی است که بر این باور است که هر عضو یک جامعه، هر چه که زبان مادری اش باشد، باید زبان غالب جامعه خود را بیاموزد. مثال گویای این موضوع جنبش «فقط انگلیسی» در ایالات متحدهاست. دومین ایدئولوژی زبانی کثرت گرایی است - مراد از کثرت گرایی به رسمیت شناختن زبان‌های متعدد در یک جامعه است و این درست نقطه مقابل همگونی زبانی است. نمونه کثرت گرایی را می‌توان در سوییس دید که در آن زبان‌های فرانسوی، آلمانی، ایتالیاییو رومانش با یکدیگر همزیستی دارند. مثال دیگر جایگاه واحد زبان‌های انگلیسی، مالایی، تامیل و ماندارین چینی در سنگاپور است. همزیستی چند زبان لزوماً حاصل یک ایدئولوژی زبانی آگاهانه نیست، بلکه ممکن است نتیجه تأثیر ارتباطی یک زبان مشترک باشد. سومین ایدئولوژی، احیای زبان‌های محلی/بومی است. مراد از احیای زبان‌های محلی، ترمیم و توسعه یک زبان بومی و تصویب آن توسط دولت به عنوان یک زبان رسمیاست. نمونه این ایدیولوژی زبان عبری در فلسطین و اسرائیل و کچوا در پرو است. آخرین ایدئولوژی زبانی، بین‌المللی‌سازی است که طی آن یک زبان غیر بومی دارای جایگاه رسمی گسترده‌تر ارتباطی در یک حوزه خاص در کشور دیگری که زبان رسمی دیگری دارد به عنوان زبان رسمی شناخته می‌شود، مثال بین‌المللی‌سازی کاربرد زبان انگلیسی در سنگاپور، هند ،فیلیپین و گینه نو پاپوآ است.

## اهداف برنامه‌ریزی زبان
یازده هدف برای برنامه‌ریزی زبان معرفی شده‌است (Nahir 2003):
1. پالایش زبان- تجویز کاربرد یک زبان/عناصر/ ساختارهای زبانی ویژه به منظور حفظ «خلوص زبان»، محافظت زبان از تأثیر زبان (های) خارجی (ویژه) و محافظت در برابر انحراف درونی زبان
2. احیای زبان– تلاش برای تبدیل زبانی که تعداد اندکی گویشور دارد یا هیچ گویشوری ندارد به یک ابزار ارتباطی معمولی[۷]
3. اصلاح زبان – تغییر عمدی در جنبه‌های خاصی از زبان مثلاً تغییر خط، املا یا دستور زبانب ه منظور تسهیل استفاده از آن
4. معیارسازی زبان – تلاش برای اعتبار بخشی به یک زبان منطقه‌ای یا یک گویش و تبدیل آن به یک زبان پذیرفته شده به عنوان زبان اصلی یا زبان معیار یک منطقه. مفهوم معیارسازی در سطوح خرد زبان‌ها نیز مطرح می‌شود: مثلاً می‌توان از معیارسازی واژگان یک گونه زبانی خاص یا معیارسازی دستور آن سخن گفت. معیارسازی ارتباط تنگاتنگی با مدون‌سازی دارد. یکی از جنبه‌های شناخته شده تر معیارسازی، معیارسازی اصطلاحات است که طی آن اصطلاحات یک حوزه تخصصی تدقیق، منسجم و از طریق مدون‌سازی معیار می‌گردند.
5. گسترش زبان– تلاش برای افزایش تعداد گویشوران یک زبان (که طبیعتاً موجب کاهش گویشوران زبانی دیگر می‌شود). گسترش زبان می‌تواند در سطح شان/جایگاه نیز صورت پذیرد که در این صورت زبان علاوه بر شیون پیشین خود، شان‌های نوی می‌یابد مثلاً وقتی که یک زبان مجهز به اصطلاحات علمی پذیرفته‌ای می‌شود، در واقع شان علمی یافته‌است.
6. نوسازی واژگانی – واژه‌سازی (شامل وضع واژه‌های ترکیبی و اشتقاقی جدید با استفاده از ذخیره واژگانی موجود زبان یا تغییر معانی واژه‌های موجود با استفاده از فرایندهای معنی شناختی استعاره، کنایه، تضاد، جناس و …)، نوواژه‌سازی یا قرض‌گیری.
7. معیارسازی اصطلاحات – به بخش ۴ (معیارسازی زبان) مراجعه کنید.
8. ساده‌سازی سبک – ساده‌سازی زبان در کاربرد واژه‌ها، دستور و سایر ساحت‌های زبان که شامل تغییر کاربرد زبان در بافت‌های اجتماعی و رسمی می‌شود. مثلاً، زدودن واژه‌های دشوار و ناآشنا از زبان‌ها را می‌توان از جمله موارد ساده‌سازی سبک دانست.
9. تسهیل/ برقراری ارتباطات زبانی – تسهیل/ تمهید ارتباط زبانی بین اعضای جوامع زبانی مختلف.
10. نگهداری (حفظ) زبان – ترویج استفاده از زبانی که جایگاه زبانی مناسبی ندارد و در معرض خطر نابودی است، چه به عنوان زبان اول یا زبان دوم.
11. معیارسازی رمزگان کمکی– معیارسازی جنبه‌های حاشیه‌ای و کمکی زبان مانند نام مکان‌ها و قواعد حرف نگاری و آوانگاری و نیز معیارسازی زبان‌هایی مانند زبان اشاره برای افراد ناشنوا.